# Eugeni I de Bizanci
Eugeni I (en grec antic: Εύγένιος Α') va ser bisbe de Bizanci de l'any 237 al 242.
El seu mandat el va exercir durant el mandat de l'emperador Gordià. Jordi Cedrè l'anomena segon bisbe, que s'interpreta en el sentit de que va ser el segon bisbe durant el regnat d'aquell emperador. Va succeir al bisbe Castí, i el va succeir Tit I.